# Tamara McKinney
Tamara Price McKinney (* 16. Oktober 1962 in Lexington, Kentucky) ist eine ehemalige US-amerikanische Skirennläuferin.

## Biografie
Sie gewann in ihrer Karriere 18 Weltcuprennen, jeweils 9 im Slalom und Riesenslalom. Zweimal gewann sie den Disziplinenweltcup im Riesenslalom (1981, 1983) und ein Mal die Kristallkugel für ihren Sieg in der Slalomwertung. Ihr größter Erfolg war – als erste US-Amerikanerin – der Gewinn des Gesamtweltcups 1983.
Bei den Weltmeisterschaften 1985 in Santa Caterina gewann McKinney Bronze in der Kombination, ebenso wie zwei Jahre später bei den Weltmeisterschaften 1987 in Crans-Montana. In der Saison 1987/88 fiel sie lange durch einen in den Vorbereitungs-Trainings erlittenen Beinbruch aus, doch wurde sie kurz vor den Olympischen Spielen in Calgary US-Slalommeisterin. Bei den Weltmeisterschaften 1989 in Vail wurde sie dann Weltmeisterin in der Kombination und Bronzemedaillengewinnerin im Slalom. In den Jahren 1980, 1984 und 1988 nahm sie im Slalom und im Riesenslalom an den Olympischen Winterspielen teil, kam aber nur einmal, als Vierte im Riesenslalom von Sarajevo 1984 ins Ziel.
Nach einem weiteren Beinbruch (ihrem insgesamt dritten) Mitte Oktober 1989 während einer Trainingssession in Saas-Fee fiel sie für die folgende Saison aus. Da es ihr nicht gelang, sich von dieser Verletzung zu erholen, gab sie im November 1990 offiziell ihren Rücktritt bekannt.

## Erfolge

### Olympische Spiele
- Sarajevo 1984: 4. Slalom

### Weltmeisterschaften
- Schladming 1982: 6. Riesenslalom
- Bormio 1985: 3. Kombination
- Crans-Montana 1987: 3. Kombination
- Vail 1989: 1. Kombination, 3. Slalom

### Weltcupwertungen
Tamara McKinney gewann in der Saison 1982/83 den Gesamtweltcup. Hinzu kommen drei Siege in Disziplinenwertungen (zweimal Riesenslalom, einmal Slalom).
| Saison  | Gesamt | Gesamt | Super-G | Super-G | Riesenslalom | Riesenslalom | Slalom | Slalom | Kombination | Kombination |
| Saison  | Platz  | Punkte | Platz   | Punkte  | Platz        | Punkte       | Platz  | Punkte | Platz       | Punkte      |
| ------- | ------ | ------ | ------- | ------- | ------------ | ------------ | ------ | ------ | ----------- | ----------- |
| 1978/79 | 25.    | 59     | –       | –       | 13.          | 32           | 21.    | 27     | –           | –           |
| 1979/80 | 14.    | 65     | –       | –       | 14.          | 24           | 10.    | 41     | –           | –           |
| 1980/81 | 6.     | 176    | –       | –       | 1.           | 102          | 7.     | 52     | 12.         | 22          |
| 1981/82 | 9.     | 116    | –       | –       | 4.           | 74           | 12.    | 42     | –           | –           |
| 1982/83 | 1.     | 225    | –       | –       | 1.           | 120          | 2.     | 105    | 6.          | 30          |
| 1983/84 | 3.     | 195    | –       | –       | 3.           | 85           | 1.     | 110    | 9.          | 31          |
| 1984/85 | 8.     | 139    | –       | –       | 11.          | 54           | 2.     | 93     | 17.         | 9           |
| 1985/86 | 24.    | 63     | 31.     | 2       | 20.          | 18           | 14.    | 35     | 28.         | 8           |
| 1986/87 | 6.     | 127    | 22.     | 7       | 10.          | 30           | 2.     | 99     | –           | –           |
| 1987/88 | 54.    | 12     | –       | –       | 19.          | 12           | –      | –      | –           | –           |
| 1988/89 | 11.    | 116    | –       | –       | 13.          | 27           | 3.     | 77     | 8.          | 12          |

### Weltcupsiege
McKinney errang insgesamt 45 Podestplätze, davon 18 Siege:
| Datum             | Ort                     | Land        | Disziplin    |
| ----------------- | ----------------------- | ----------- | ------------ |
| 22. Januar 1981   | Haute-Nendaz            | Schweiz     | Riesenslalom |
| 24. Januar 1981   | Les Gets                | Frankreich  | Riesenslalom |
| 8. März 1981      | Aspen                   | USA         | Riesenslalom |
| 10. Dezember 1982 | Limone Piemonte         | Italien     | Slalom       |
| 11. Januar 1983   | Davos                   | Schweiz     | Slalom       |
| 23. Januar 1983   | Saint-Gervais-les-Bains | Frankreich  | Riesenslalom |
| 9. März 1983      | Waterville Valley       | USA         | Riesenslalom |
| 10. März 1983     | Waterville Valley       | USA         | Riesenslalom |
| 12. März 1983     | Vail                    | USA         | Riesenslalom |
| 20. März 1983     | Furano                  | Japan       | Slalom       |
| 10. März 1984     | Waterville Valley       | USA         | Slalom       |
| 11. März 1984     | Waterville Valley       | USA         | Riesenslalom |
| 21. März 1984     | Zwiesel                 | Deutschland | Riesenslalom |
| 24. März 1984     | Oslo                    | Norwegen    | Slalom       |
| 5. Januar 1985    | Maribor                 | Jugoslawien | Slalom       |
| 16. März 1985     | Waterville Valley       | USA         | Slalom       |
| 18. Dezember 1986 | Courmayeur              | Italien     | Slalom       |
| 11. Januar 1987   | Mellau                  | Österreich  | Slalom       |